# Ziuta Buczyńska
Ziuta Buczyńska, właśc. Józefa, z domu Wołosz (ur. 13 marca 1910 w Warszawie, zm. 8 grudnia 2002 w Siedlcach) – polska tancerka, działaczka na rzecz kultury. Honorowa Obywatelka Miasta Siedlce, jedna z ulic miasta nosi jej imię.

## Historia
Córka Stefana i Heleny z Wołoszów. Ojciec pracował na kolei, a matka prowadziła dom. W Siedlcach ukończyła gimnazjum im. Królowej Jadwigi. W wieku 18 lat wyszła za mąż i oboje z mężem przenieśli się do Warszawy, gdzie rozpoczęła naukę w Szkole Tańca i Rytmiki Janiny Mieczyńskiej.
W roku 1933, na I Międzynarodowym Konkursie Tańca Artystycznego w Warszawie, otrzymała nagrodę ufundowaną przez Towarzystwo Sztuk Pięknych w Warszawie za najlepiej wykonane tańce ludowe. W roku 1934, na II Międzynarodowym Konkursie tańca artystycznego w Wiedniu, zdobyła pierwszą nagrodę – ten fakt postawił ją w gronie czołowych tancerek świata.
W roku 1935 studiowała w Monachium na dwóch wybitnych uczelniach – Gunter-Schule i Baiett-Godlewski.
W roku 1936 artystka uczestniczyła w imprezach towarzyszących Igrzyskom Olimpijskim w Berlinie. Do końca 1936 i na początku 1937 roku wyjechała na tournée artystyczne po Europie, występując m.in. w Sztokholmie, Warszawie, Berlinie, Belgradzie, Zagrzebiu i Budapeszcie, Rydze i Wilnie. W kwietniu 1937 roku, z polską grupą baletową Jana Cieplińskiego, występowała w Czechosłowacji, na Węgrzech i w Niemczech, i na koniec w wielu miastach Polski. W latach 1938–1939 występowała wielokrotnie na scenie Teatru Wielkiego w Warszawie. Pojechała też do Paryża na otwarcie Polskiego Pawilonu na Wystawie Międzynarodowej.

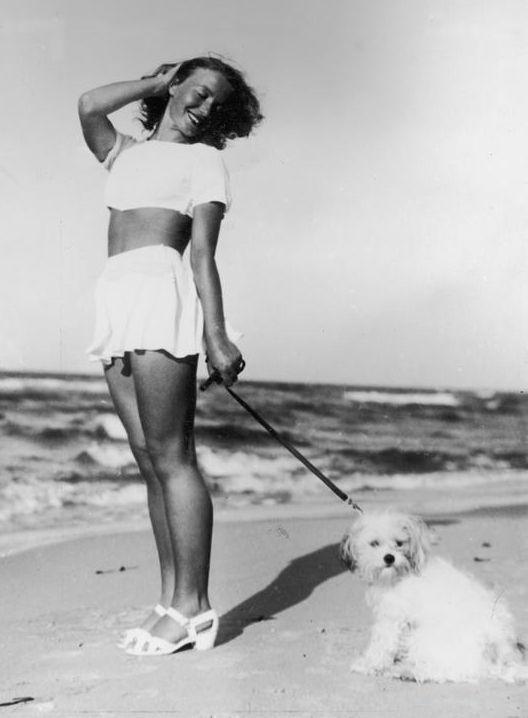
Tancerka Ziuta Buczyńska na plaży w Jastrzębiej Górze

Przez całą okupację mieszkała z mężem w Warszawie – do momentu wybuchu powstania warszawskiego. Po stłumieniu powstania męża wywieziono do Niemiec, Buczyńską zaś do obozu przejściowego w Pruszkowie. Z tego obozu, po kilku miesiącach, wróciła do matki, do Siedlec – jej dom w Warszawie już nie istniał.
Po zakończeniu wojny rozpoczęła pracę pedagogiczną w Siedlcach z dziećmi, młodzieżą i potem z dorosłymi. Jednocześnie występowała jako solistka, tańcząc zarówno na scenie siedleckiej, jak i jeżdżąc po Polsce. Prowadziła zajęcia taneczne w Siedleckim Domu Kultury (z którym była związana jako jego pracownik do momentu przejścia na emeryturę), w jednostce wojskowej, siedleckiej Szkole Muzycznej oraz różnych ogniskach i szkółkach tanecznych. W roku 1962, wraz z muzykiem Konstantym Domagałą i polonistką Ireną Gawryjołek, utworzyli Zespół Pieśni i Tańca „Podlasie”, którego choreografem była przez wiele lat jego istnienia. Ziuta Buczyńska jest autorką szeregu układów choreograficznych tego zespołu.
Za działalność kulturalną na terenie Siedlec została odznaczona Krzyżem Kawalerskim Orderu Odrodzenia Polski oraz innymi odznaczeniami, dyplomami i nagrodami Ministra Kultury i Sztuki. W Muzeum Siedlec jej zdjęcia i notki biograficzne są umieszczone w ramach stałej ekspozycji muzealnej. W roku 1997 Rada Miasta Siedlce przyznała Buczyńskiej tytuł Honorowego Obywatela Miasta Siedlce.
Została pochowana na Cmentarzu Centralnym w Siedlcach w grobie rodzinnym

## Upamiętnienie
W Siedlcach znajduje się ulica której nadano imię Ziuty Buczyńskiej.